# Vadensjö kyrka

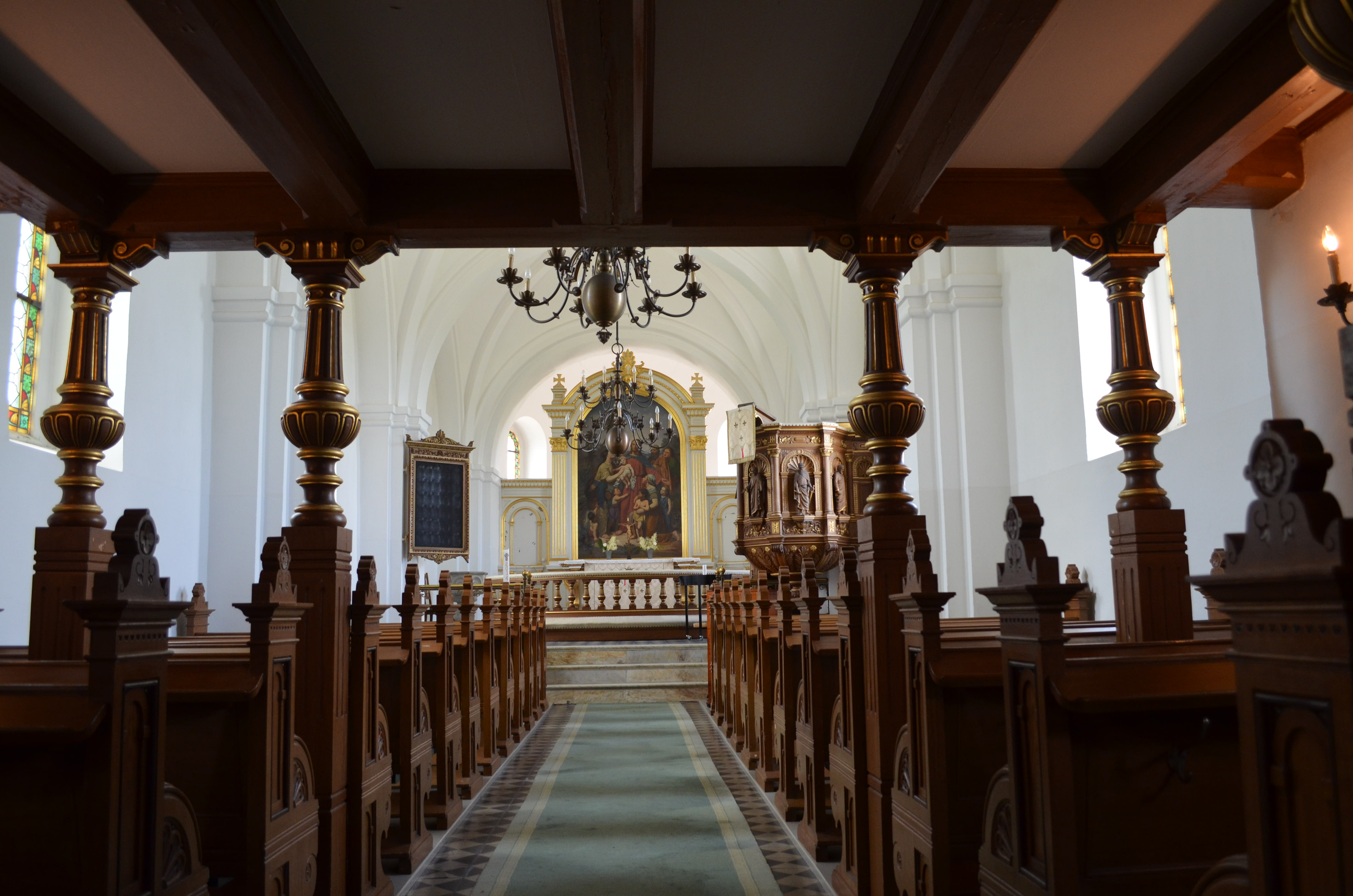
Vadensjö kyrkas kyrkosal

Vadensjö kyrka i Vadensjö socken ligger högt uppe på Rönneberga backar, med utsikt över Landskronaslätten och Öresund ända ned till Öresundsbron med Malmö och Köpenhamn. Kyrkan bildar, tillsammans med det före detta församlingshemmet och ett gammalt skolhus en väl sammanhållen enhet. Vadensjö var tidigare en egen församling, men ingår nu i Landskrona församling i Lunds stift.

## Kyrkobyggnaden
Vadensjö kyrka är i huvudsak byggd på 1850-talet. De äldsta delarna av långhusets väggar och koret är dock från 1100- och 1200-talet, men det är inte mycket som återstår av den ursprungliga kyrkan. Dels blev den svårt förstörd under de Skånska kriget 1676–1679, dels blev den hårt restaurerad 1850. Vid krigens slut 1679 hade två gavlar rasat ned och i övriga väggar fanns stora gapande hål. Dessutom var predikstolen, altartavlan, dopfunten, skriftestolen och ljusstakarna borta.
Kyrkan återuppbyggdes efter krigen, men var redan omkring 1850 i behov av en ny restaurering. Denna utfördes åren 1849-1850 av domkyrkoarkitekten Carl Georg Brunius. Kyrkan fick då ett lågt torn. År 1899 var det dags för en ny renovering, denna gång av Brunius' efterträdare Henrik Sjöström. Han gav kyrkan ett högt torn, likadant som vi ser idag. Ansökan för denna renovering lämnades in till majestätet från Lunds domkapitel den 8 juni 1898 och avsåg även inventarier. I tornet finns två klockor: En större från 1854 och en mindre från 1976.
Kyrkans läge uppe på en höjd har gjort att den har varit svårt utsatt för stormar. Svåra stormskador skedde vid 1700-talets slut, då det mesta av taket förstördes. Likaså 1825 fick kyrkan svåra stormskador. Vid den senaste renoveringen, en genomgripande yttre renovering, år 2004–2005 stormskadades ånyo kyrkan. Denna gång raserades tornet.
I äldre tid (före 1830) hade kyrkan vapenhus och ingång från söder, mittför det nu mellersta fönstret på södra sidoväggen. Tornet hade ingen ingång till kyrkan. Ingång för att komma upp i själva tornet fanns via en särskild dörr på norra sidan av tornet.

## Inventarier
Bänkinredningen är 24 bänkar från 1899, tillverkade av en snickerifabrik i Landskrona. De har också utfört altaret med bord och skrank.
Altaret är från 1899, rett träaltare målat i vitt med förgyllda ornament och med IHS på framsidan. Altarringen är likaså från 1899. Ringen är uppburen av 24 pelare med överliggare och knäfall klädda med grått tyg.
Altartavlan är målad av Johan Zacharias Blackstadius i Stockholm 1879, och föreställer 'Jesus välsignar barnen'. Tavlan kostade församlingen 3200 kronor i dåtida penningvärde.
Kormattan komponerades av Barbro Nilsson, och skänktes till kyrkan av syföreningen 1964. Den vävdes av Märta Måås-Fjetterströms ateljé i Båstad.

### Orgel
- 1868 byggde Jöns Lundahl och Knud Olsen en orgel med 11 stämmor, 2 manualer och 1 bihangspedal[2].
- Den nuvarande orgeln byggdes 1939 av Olof Hammarberg, Göteborg och är en pneumatisk orgel. Den har fria och fasta kombinationer och automatisk pedalväxling.

| Huvudverk I   | Svällverk II      | Pedal        | Koppel   |
| Principal 8'  | Gedackt 8´        | Subbas 16´   | I/P      |
| Rörgedackt 8' | Viola da Gamba 8' | Gedackt 8'   | II/P     |
| Kvintadena 8' | Principal 4'      | Principal 4' | II/I     |
| Oktava 4'     | Rörflöjt 4'       |              | II 16'/I |
| Gemshorn 4'   | Blockflöjt 2'     |              | II 4'/P  |
| Oktava 2'     | Larigot 1 1/3'    |              |          |
| Mixtur 5 chor | Cymbel 3 chor     |              |          |
| Trumpet 8'    | Krummhorn 8'      |              |          |
|               | Crescendosvällare |              |          |